# 川本千栄
川本 千栄（かわもと ちえ、1962年 - ）は、歌人。京都府京都市出身。同志社大学文学部英文学科卒業。「塔」編集委員。現代歌人協会会員。

## 著書

### 歌集
- 第1歌集『青い猫』（砂子屋書房、2005年）
- 第2歌集『日ざかり』（ながらみ書房、2009年）
- 第3歌集『樹雨降る』（ながらみ書房、2015年）
- 第4歌集『森へ行った日』（ながらみ書房、2021年）
- 第5歌集『裸眼』（角川書店、2024年）

### 評論集
- 『深層との対話』（青磁社、2012年）
- 『キマイラ文語』（現代短歌社、2022年）

## 受賞歴
- 2002年　「時間を超える視線」で第20回現代短歌評論賞[1]
- 2006年　『青い猫』で第32回現代歌人集会賞[2]
- 2016年　『樹雨降る』で第59回関西短歌文学賞[3]
- 2022年　『森へ行った日』で第30回ながらみ書房出版賞